# Raduno delle confraternite
Il raduno delle confraternite è un incontro tra diverse confraternite. I raduni possono essere diocesani, regionali, sovraregionali, nazionali e internazionali o mondiali. La denominazione di cammino è una metafora per indicare la strada che si deve percorrere per poter seguire le regole cristiane. Durante questi incontri è forte la prova della propria fede, e come sua testimonianza di chi si incontra lungo il cammino oltre che lo scambio e l'incontro tra altri confratelli, nonché una vera e propria manifestazione popolare e laica.

## Cammini di Fraternità Nazionali
Convegno nazionale - Roma 13 e 14 maggio 1989 - Le Confraternite nella comunione. Comunità e disciplina ecclesiale.
I - Firenze 15 e 16 settembre 1990 - Le confraternite nella evangelizzazione e testimonianza della carità
II - Lecce 15 e 16 giugno 1991 - Le confraternite nella nuova evangelizzazione
III - Genova 16 e 17 maggio 1992 - Cristoforo Colombo e le confraternite nei cammini del Vangelo
IV - Palermo 15 e 16 maggio 1993 - Nuova evangelizzazione e cultura della legalità
V - Sorrento 15 e 16 maggio 1994 - Confraternite: rinnovamento e coordinamento
VI - Loreto 13 e 14 maggio 1995 - Le confraternite alla scuola di Maria serva del Signore
VII - Bologna
VIII - Messina 9 e 10 maggio 1998 - Le confraternite, animate e guidate dallo Spirito Santo, verso il Giubileo del 2000, nella Chiesa e con la Chiesa
IX - Assisi 18 e 20 giugno 1999 - Le confraternite
X - Roma 17 e 18 giugno 2000 - Giubileo delle Confraternite
XI - Isernia 6 e 7 e 8 luglio 2001 - Il XIII secolo tra sedimentazione dell'istituto delle confraternite e la formazione dell'unità culturale della penisola italiana e dell'Europa
XII - Taranto 4 e 5 maggio 2002 - La confraternita casa e scuola di comunione
XIII - Bergamo 4 e 5 giugno 2003 - Pietà popolare e confraternite
XIV - Genova 4 e 5 e 6 giugno 2004
XV - Catania 2 e 5 giugno 2005 - La confraternita vive dell'eucaristia nella carità
XVI - Lanciano 2 e 4 giugno 2006 - Le confraternite testimoni di Gesù risorto e speranza nel mondo
XVII - Cagliari 2 e 3 giugno 2007 - La Madonna ci conduce a Cristo
XVIII - Orvieto 20 e 21 giugno 2009 - Le confraternite nell'Eucaristia
XIX - Roma 13 e 14 novembre 2010
XX - Reggio Calabria 11 e 12 giugno 2011
XXI - Monreale 15 e 17 giugno 2012 - La confraternita risorsa della chiesa nella società attuale
XXII - Roma 4 e 5 maggio 2013 - Giornata mondiale delle confraternite e della pietà popolare nell'Anno della Fede

## Raduno diocesano
Ogni diocesi organizza una volta all'anno un raduno di tutte le confraternite presenti all'interno del suo territorio. Questo può avvenire sempre nello stesso posto, oppure essere itinerante a seconda delle scelte della diocesi. Esempio, nella diocesi di Albenga-Imperia il raduno delle confraternite avviene la prima domenica di settembre nella città di Albenga, sede vescovile, organizzata dalla confraternita di Nostra Signora di Misericordia; mentre nella vicina diocesi di Savona-Noli il raduno avviene in primavera in una località a scelta, e non sempre nella stessa. Un tipo particolare di cammino è realizzato nella Diocesi di Oria in Puglia: il cammino è aperto nel mese di giugno da un convegno di studi che si tiene ogni anno in un comune diverso della diocesi, concludendosi nel capoluogo diocesano il 30 agosto, giorno della festa di San Barsanofio (patrono e protettore della città e della diocesi) con la partecipazione di tutte le confraternite della diocesi alla processione del santo.

## Raduno internazionale
I raduni internazionali, detti anche cammini non avvengono tutti gli anni, ma solo in annate particolari e per particolari motivi.
Tra i raduni che sono stati fatti, ci sono:
- 1960 Roma;[2]
- 1975 Roma;[2]
- 1984 Roma;[2]
- 2000 Raduno Mondiale delle confraternite, in occasione del Giubileo del 2000, Roma, 18 giugno[3];
- 2004 Raduno internazionale delle confraternite liguri, in occasione dell'anno in cui Genova è stata capitale europea della cultura è stato organizzato un raduno delle particolari confraternite cattoliche, le casacce, Genova;
- 2008 Cammino Internazionale delle Confraternite nel 150º Anniversario delle Apparizioni, Lourdes, 6 aprile;
- 2013 Raduno internazionale delle confraternite, per il 50º anniversario dell'apertura del Concilio Vaticano II, Roma, Città del Vaticano, 5 maggio;[4]

## Raduni particolari
Il 6 maggio 2007, a Mondovì, presso il Santuario di Vicoforte si è tenuto il raduno delle tradizionali confraternite liguri, chiamate casacce, per la prima volta assieme a quelle della diocesi di Acqui e di quella di Mondovì, in occasione dei 50 anni del primo raduno delle confraternite avvenuto nel 1957 al santuario.